# ルイジ・セペ
ルイジ・セペ（Luigi Sepe, 1991年5月8日 - ）は、イタリア・トッレ・デル・グレーコ出身のサッカー選手。USサレルニターナ1919所属。ポジションはGK。

## 経歴
SSCナポリの下部組織で育成され、2009年1月28日のACFフィオレンティーナで当時17歳にしてセリエAデビューを果たした。2010-11シーズンにはUEFAヨーロッパリーグのリストBに登録されたもののトップチームで出場機会を確保することはできなかった。
セリエC1のACピサ、セリエBのヴィルトゥス・ランチャーノでプレーした後、2014年にセリエAのエンポリFCへレンタルで加入し31試合に出場した。
2015年7月15日、ACFフィオレンティーナへ1年間のレンタル移籍。レンタル料は80万ユーロ。しかしシーズンを通してリーグ戦での出場機会は訪れなかった。
2018年8月10日、パルマ・カルチョへ1年間のレンタル移籍
2022年1月24日、USサレルニターナ1919へレンタル移籍し、特定の条件を満たした場合は買取義務となる。
2023ｰ24シーズンより、SSラツィオへ期限付き移籍。